# Koto Aman
Koto Aman is een bestuurslaag in het regentschap Kampar van de provincie Riau, Indonesië. Koto Aman telt 1734 inwoners (volkstelling 2010).